# Rudy Rochman
Rudy Israel Rochman (in ebraico רודי ישראל רושמן‎?; Parigi, 6 settembre 1993) è un attivista israeliano.

## Biografia
I nonni materni di Rochman erano ebrei sefarditi del Nord Africa, mentre i suoi nonni paterni erano ebrei ashkenaziti. Secondo lui, entrambi i lati della sua famiglia sono discendenti della tribù di Levi. È nato a Parigi, in Francia, ma si è trasferito insieme ai genitori in Israele all'età di tre anni. Soltanto due anni dopo, la sua famiglia si è stabilita negli Stati Uniti. Nel 2000, all'età di sette anni, Rochman ha sperimentato l'antisemitismo, dopo essere stato fisicamente rimosso da un autobus a Londra, in Inghilterra, in quanto ebreo; ha descritto questa esperienza come l'origine del suo desiderio di difendere gli ebrei nel mondo.
Rochman ha prestato servizio nella Brigata paracadutisti delle Forze di Difesa Israeliane dal 2011 al 2013. Dopo il suo congedo, ha frequentato l'Università della California, a Los Angeles, ma in seguito si è trasferito alla Columbia University, dopo aver visto che era stata nominata l'università più antisemita del Nord America.

## Attivismo
Rochman è un noto oratore e scrittore sui diritti degli ebrei. Tiene spesso discorsi nei campus universitari e alle organizzazioni filo-israeliane. È anche conosciuto per il suo impegno come attivista per i diritti degli ebrei e di Israele sui social media, dove ha guadagnato migliaia di follower e iscritti su piattaforme come Facebook, Instagram, YouTube e Twitter.
Durante i suoi studi alla Columbia University, Rochman ha fondato il movimento Students Supporting Israel e ne è stato presidente. Nel 2018 ha ricevuto il premio "36 Under 36" come riconoscimento per la sua influenza in quanto giovane leader. Nel 2020, Rochman ha partecipato alle elezioni del Congresso Sionista Mondiale, all'interno della lista Vision. Attualmente fa parte del consiglio di The Israel Innovation Fund, un'organizzazione filantropica, e del gruppo dirigente di HaBayit, una piattaforma che mira a portare unità attraverso il dialogo tra israeliani e palestinesi.
Rochman ha lavorato a una serie di documentari intitolata We Were Never Lost, dove ha intervistato "comunità ebraiche meno conosciute".

### Arresto in Nigeria
Nel luglio 2021, Rochman e altri due registi israeliani sono stati arrestati dalla polizia segreta nigeriana, il Servizio di sicurezza dello Stato, durante le riprese del documentario We Were Never Lost. Sebbene non ci fossero motivi politici per la loro visita, sono stati accusati di essere politicamente coinvolti nel conflitto tra i separatisti biafrani e il governo nigeriano, in seguito all'incontro con la comunità ebraica degli Igbo. Sono stati rilasciati 20 giorni più tardi, dopo essere "ufficialmente scagionati da ogni accusa". A quanto riferito, i tre sono stati imprigionati in "condizioni orribili".

## Posizioni e idee politiche
Rochman è un sostenitore degli ideali sionisti. La sua argomentazione sulla legittimità dello Stato d'Israele non si basa sulla religione, ma si concentra sul punto di vista che gli ebrei sono un popolo indigeno, fortemente radicato nella sua terra e desideroso di ritornare dai tempi della loro espulsione da parte dell'Impero Romano. Egli vede il sionismo come un movimento di decolonizzazione e crede che l'autodeterminazione debba implicare la capacità di controllare, proteggere e identificarsi con la Terra d'Israele.
Rochman ha affermato in particolare che, sebbene "il legame del popolo ebraico con un potere superiore e la Torah sia una parte essenziale della loro identità", l'ebraismo non è una religione e si riferisce ad essa come "una valigia portatile" che trasporta diversi elementi dell'identità ebraica, come la loro cultura e il loro modo di vivere. Ha inoltre spiegato che la religione è un sistema di credenze in una o più divinità che può diffondersi oltre i confini e i popoli, mentre se un ebreo rifiuta la nozione di Dio e la Torah, oppure si considera ateo o agnostico, resta parte del popolo ebraico.
Rochman si oppone alla soluzione dei due stati come risposta al conflitto israelo-palestinese; a suo avviso, non soddisfa a pieno le aspirazioni sia degli ebrei che dei palestinesi, poiché pensare che i gruppi non possano coesistere mantiene solo il conflitto; Rochman ritiene che nessuna delle popolazioni possa essere "liberata" "senza la liberazione dell'altra" ed entrambi i gruppi dovrebbero costruire insieme "una civiltà giusta che funziona per tutti".
Rochman è anche contrario agli aiuti esteri degli Stati Uniti; egli li considera come una dipendenza di Israele dalle forniture militari statunitensi, il che impedisce al paese di essere militarmente autosufficiente, cosa che vede come una preparazione troppo instabile per il futuro.
Rochman ha criticato il modo in cui l'intersezionalità è stata utilizzata in modo improprio come tattica da parte di movimenti anti-sionisti come SJP per "perseguire il suo programma di demonizzazione di Israele" e "costruire alleanze" con gruppi minoritari come la comunità LGBT, equiparando le loro ingiustizie vissute al conflitto israelo-palestinese. È anche critico verso il movimento Boicottaggio, disinvestimento e sanzioni (BDS). Crede che l'agenda del movimento sia radicata nell'antisemitismo e che il BDS abbia contribuito all'aumento degli incidenti antisemiti nei campus universitari.

## Vita privata
Rochman è trilingue; parla fluentemente ebraico, inglese e francese. In un'intervista del 2017, ha dichiarato di avere la doppia cittadinanza israeliana e francese, oltre ad avere una Green Card.